# إم بي 40
إم بي 40 أو (السلاح الرشاش النسخة 40)، بندقية رشاش يستخدم حجرة بارابيلوم من عيار 9 × 19 ملم. تم تطويره في ألمانيا النازية واستخدم على نطاق واسع من قبل قوى المحور حتى نهاية الحرب العالمية الثانية الحرب العالمية الثانية .
صمم في عام 1938 من قبل هاينريش فولمر بإلهام من سلفه إم بي 40، استخدم على نطاق واسع من قبل المشاة (خاصة الفصائل وقادة الفرق ) والمظليين على الجبهتين الشرقية والغربية
بسبب ميزاته المتقدمة والحديثة أصبح السلاح المفضل بين الجنود في بلدان من مختلف أنحاء العالم بعد الحرب. غالبًا ما كان يطلق عليها الحلفاء "شمايسر" على إسم هوغو شمايسر الذي صمم سلاح ام بي 18 على الرغم من أنه لم يشارك في تصميم أو إنتاج إم بي 40.

## تطوير

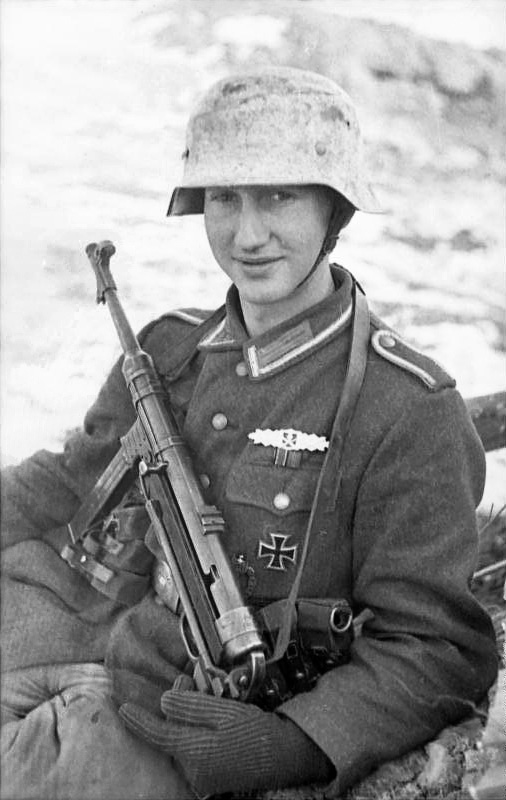
ويلي زيمرمان ، وهو زينت للغاية الألمانية ضابط صف ، مع MP 40 على الجبهة الشرقية في عام 1944

ينحدر إم پي 40("مسدس آلي 40") من سلفه إم پي 40 ، والذي كان بدوره يعتمد على إم پي 40 ، وهو نموذج أولي مصنوع من الفولاذ المشكل. تم تطوير إم پي 40 بشكل مستقل من قبل بيرماولد جيبل من Erma Werke بتمويل من الجيش الألماني . أخذت عناصر التصميم من VP Heinrich Vollmer 's VPM 1930 و EMP . عمل فولمر بعد ذلك على MP 36 من Berthold Geipel وقدم في عام 1938 نموذجًا أوليًا للرد على طلب من Heereswaffenamt (مكتب أسلحة الجيش) لمدفع رشاش جديد، والذي تم تبنيه باسم MP 38. كان MP 38 تبسيط MP 36 ، وكان MP 40 تبسيطًا إضافيًا لـ MP 38 ، مع بعض التعديلات الموفرة للتكاليف، وعلى الأخص في الاستخدام الموسع للصلب المختوم بدلاً من الأجزاء المجهزة.

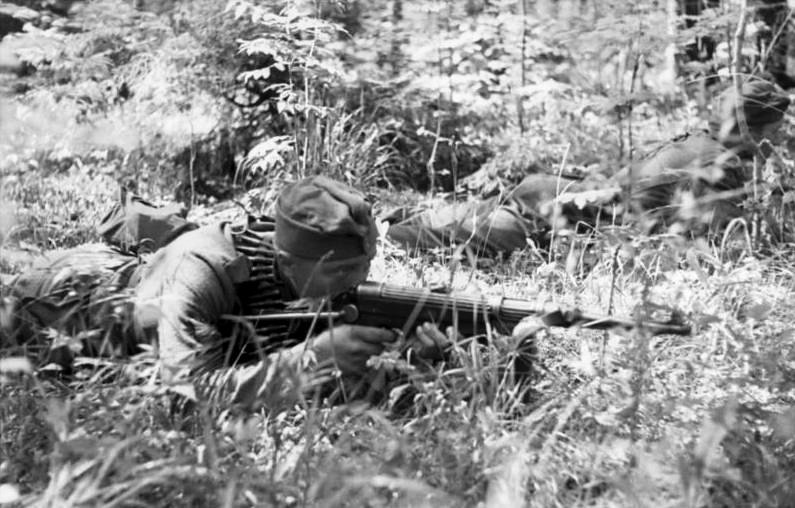
جندي من جيش التحرير الروسي مع إم بي 38 في عام 1943

كانت إحدى الميزات الفريدة الموجودة في معظم مدافع الرشاشات MP 38 و MP 40 هي شريط استراحة من الألمنيوم أو الفولاذ أو الباكليت أو الدعم تحت الماسورة. تم استخدام هذا لتثبيت السلاح عند إطلاق النار على جانب ناقلات الأفراد المدرعة المكشوفة مثل Sd.Kfz. 251 نصف المسار . كان هناك واقي اليد، مصنوع من مادة اصطناعية مشتقة من الباكليت، يقع بين حاوية المخزن وقبضة المسدس.  افتقرت الماسورة إلى أي شكل من أشكال العزل، مما أدى في كثير من الأحيان إلى حروق في اليد الداعمة إذا تم وضعه بشكل غير صحيح.  كان لدى MP 40 أيضًا أخمص معدني قابل للطي، وهو الأول لمدفع رشاش، مما أدى إلى سلاح شامل أقصر عند الطي.  ومع ذلك، كان تصميم هذا الأخمص في بعض الأحيان غيرمتين بشكل كافٍ للاستخدام القتالي الصعب . 

### MP 41

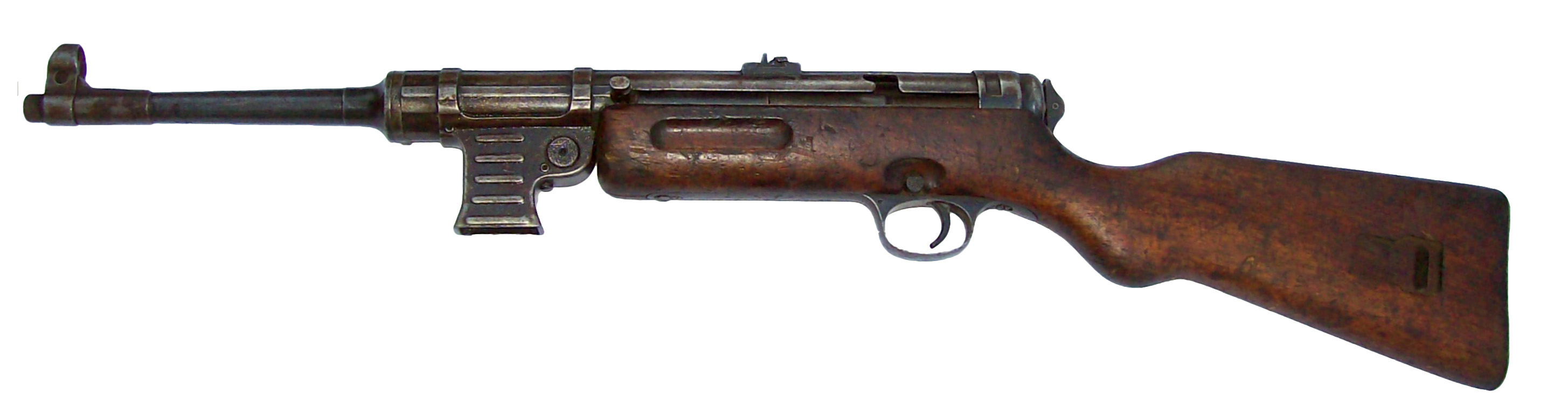
MP 41 بمخزون خشبي

### زاستافا M56

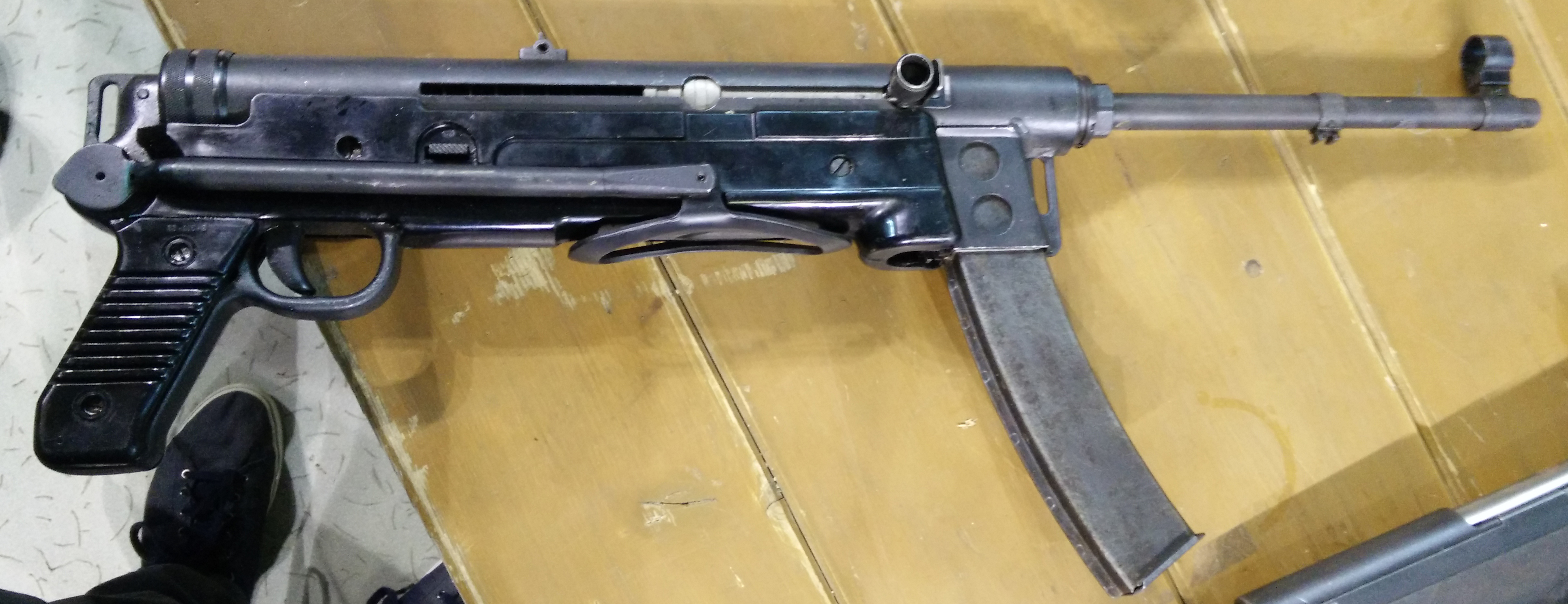
زاستافا M56

## المستخدمون
- الجزائر: استخدم جيش التحرير الوطني رشاشات إم بي 40 التي قدمتها تشيكوسلوفاكيا ويوغوسلافيا.[6]
- النمسا [7]
- البوسنة [7]
- بلغاريا [7][7]
- كرواتيا [8]
- قبرص
- تشيكوسلوفاكيا [7]
- فرنسا: استخدمت في الهند الصينية الفرنسية  والجزائر الفرنسية.[7][9]
- اليونان [10][7]
- غواتيمالا: تم توفير رشاشات إم بي 40 وإم بي 38  في عام 1954 من تشيكوسلوفاكيا،  ولا يزال في الخدمة مع الشرطة في نهاية الحرب الأهلية الغواتيمالية .[11][12]
- المجر[13]
- اندونيسيا [7]
- إسرائيل  [14]
- جيش تحرير كوسوفو [7]
- ألمانيا النازية [7]
- النرويج [7]
- بولندا [7]
- رومانيا
- الاتحاد السوفييتي: تم استخدام رشاشات إم بي 40 التي تم الاستيلاء عليها من قبل الثوار السوفييت وغيرهم.[15][16][17]
- إسبانيا: تم نسخها باسم Star Model Z-45.[7]
- فيتنام الجنوبية: تستخدمها القوة الشعبية الفيتنامية الجنوبية .
- سوريا: تستخدم ضد إسرائيل.[18]
  - الائتلاف الوطني السوري [19]
- الولايات المتحدة: استخدمتها القوات الخاصة وبرنامج مجموعة الدفاع المدنية غير النظامية التابعة لها في بداية حرب فيتنام .[20]  يبدو أيضًا أن البعض تم أسرهم في حرب العراق [21]
- فيتنام: تم الاستيلاء عليها من فيلق مشاة الشرق الأقصى الفرنسي واستخدمتها فيت مينه وفيت كونغ والجيش الشعبي لفيتنام.[22]
- يوغوسلافيا [7]
- زيمبابوي: يتم استخدامه من الجيش الثوري الشعبي في زيمبابوي وجيش زيمبابوي للتحرير الوطني الأفريقي .[23]

## روابط خارجية
- موقع مخصص لـ MP 38 و MP 40 و MP 41
- مقال Gunworld على MP 40
- The Schmeisser MP41: مدفع رشاش هجين